# P-9计划
P-9计划（英語：P-9 Project）是第二次世界大战期间曼哈顿计划的重水生产项目代号。科明科在加拿大不列颠哥伦比亚特雷尔市的工厂经改造升级后可生产重水。杜邦在美国共建立了三座工厂：摩根敦军械工程（Morgantown Ordnance Works，临近西弗吉尼亚州摩根敦）、沃巴什河军械工程（临近印地安纳州达纳、纽波特）、阿拉巴马军械工程（临近阿拉巴马州柴尔德斯堡和锡拉科加）。这三座美国工厂从1943年运转至1945年，加拿大的科明科工厂则一直运转到了1956年。P-9计划生产出的重水被用到了三座核反应堆中：芝加哥3号堆、ZEEP和NRX。